# Gusano

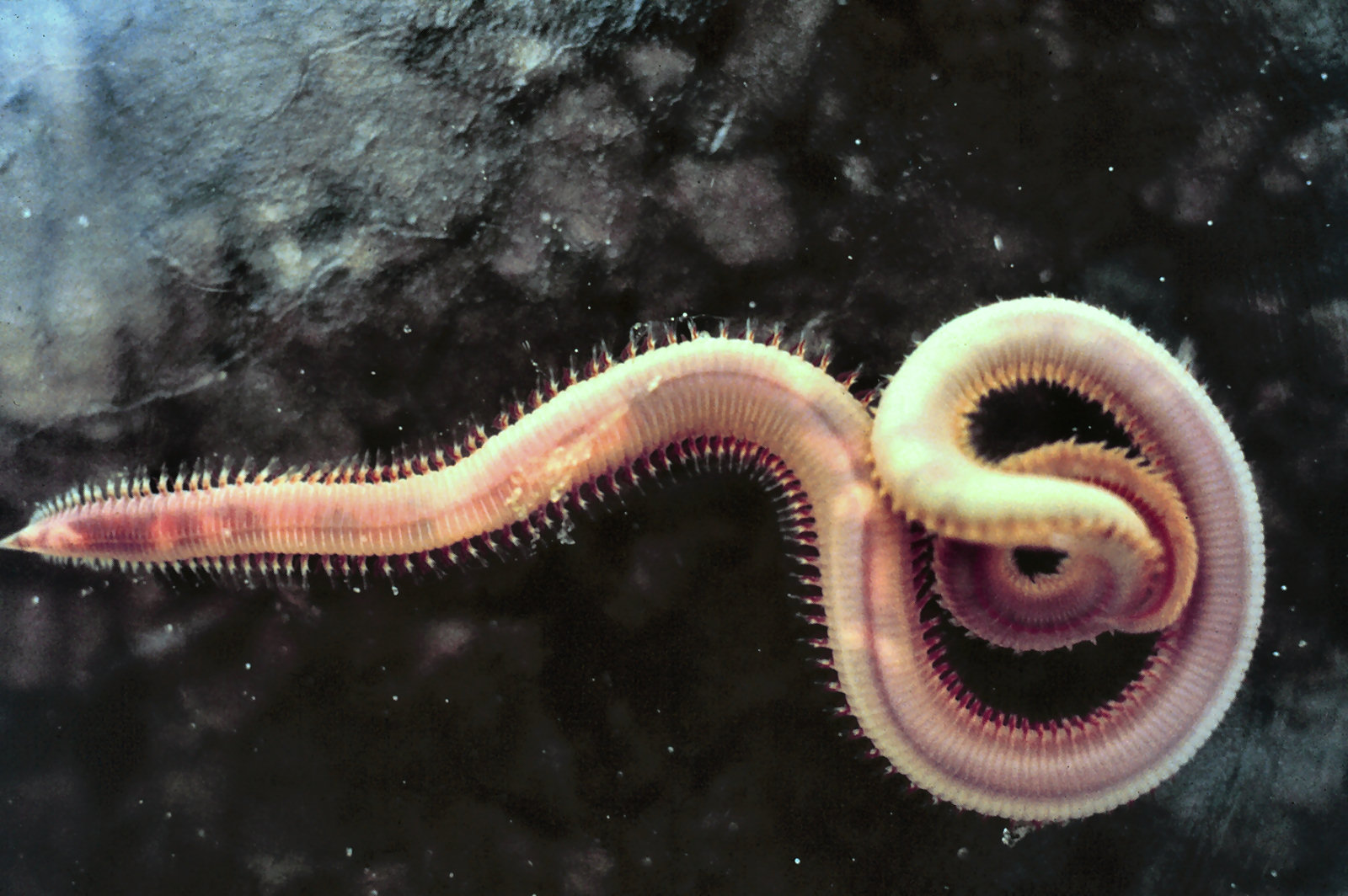
«Gusano» del filo Annelida, género Glycera.

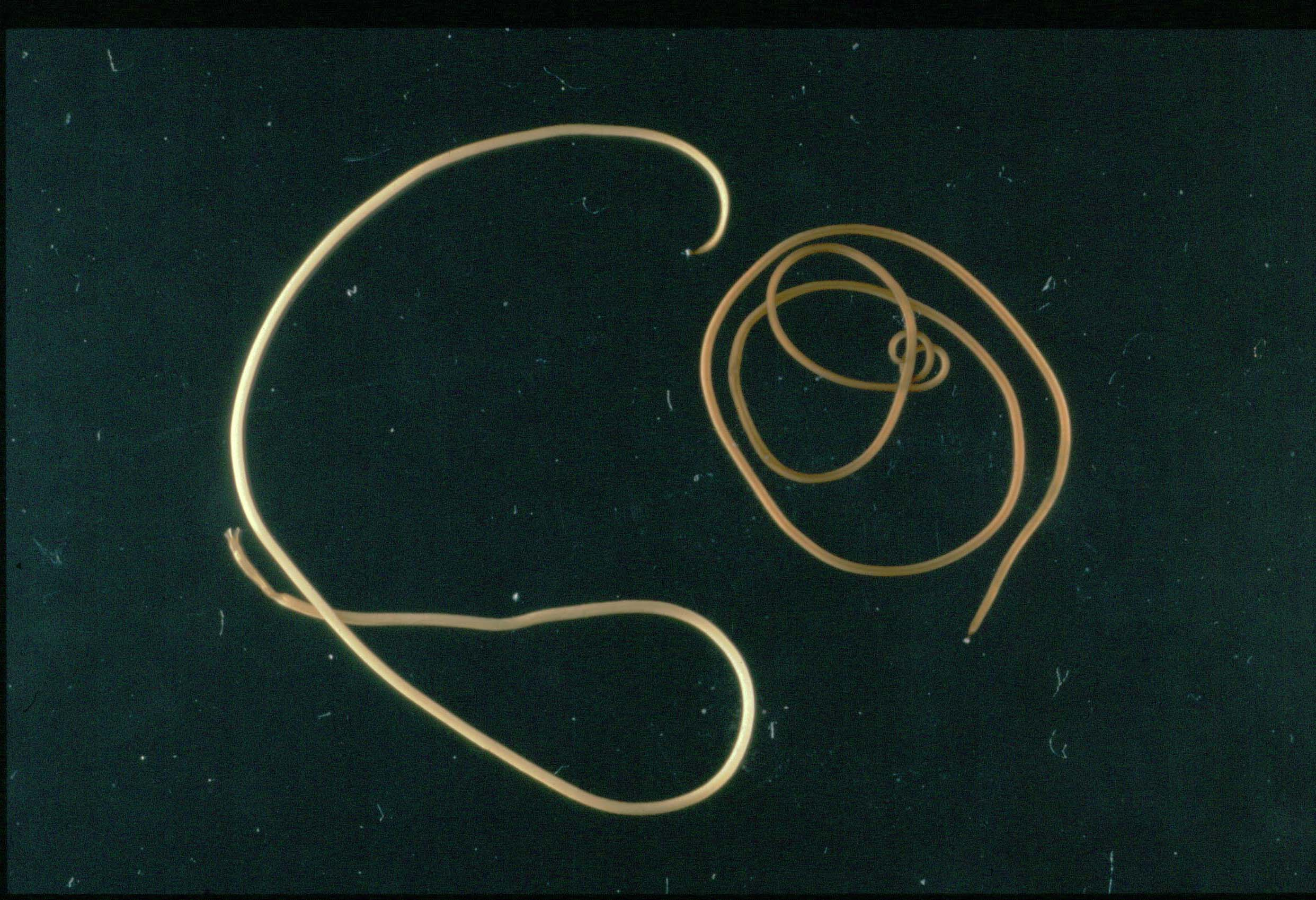
Paragordius tricuspidatus, un nematomorfo marino.

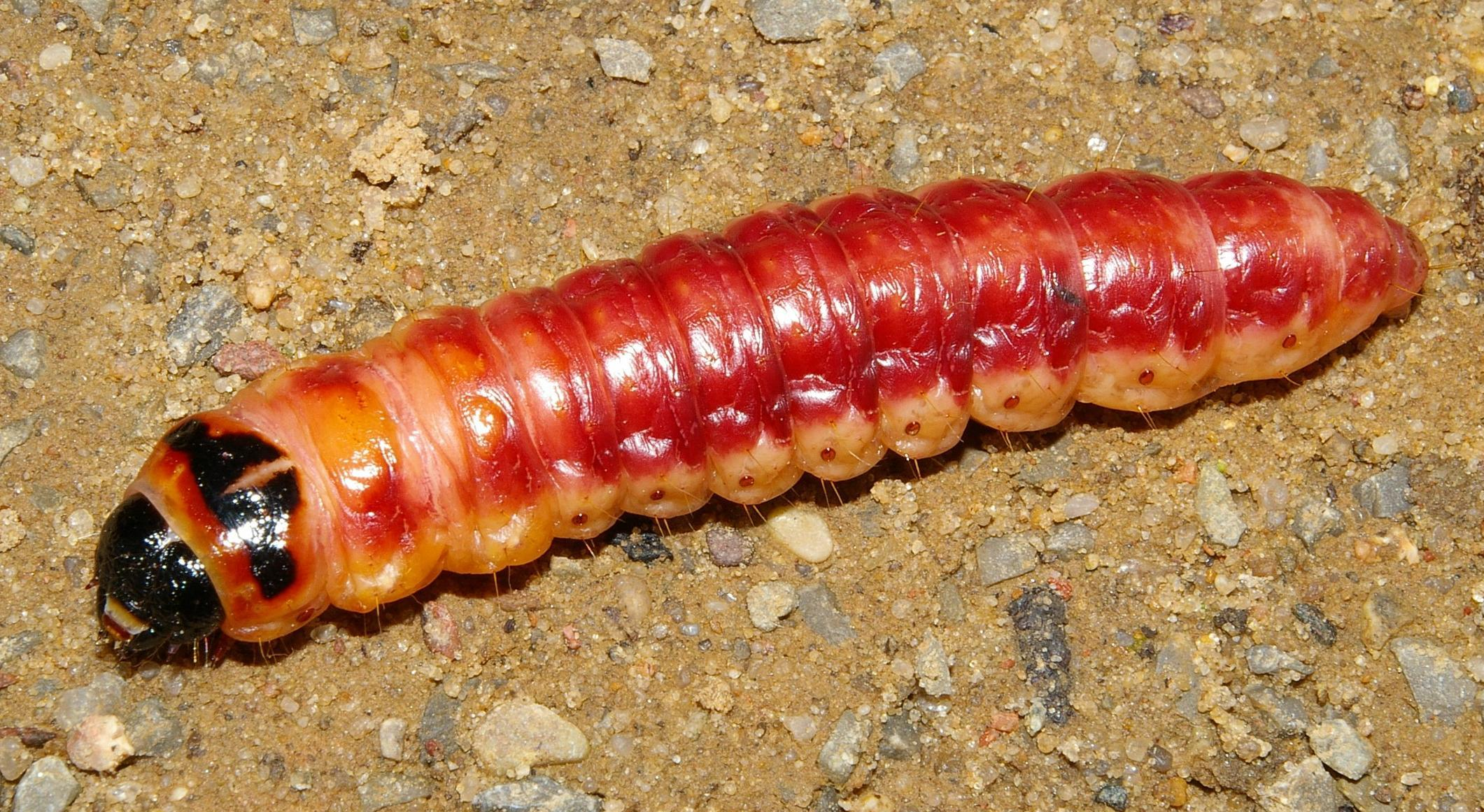
Oruga de Cossus cossus

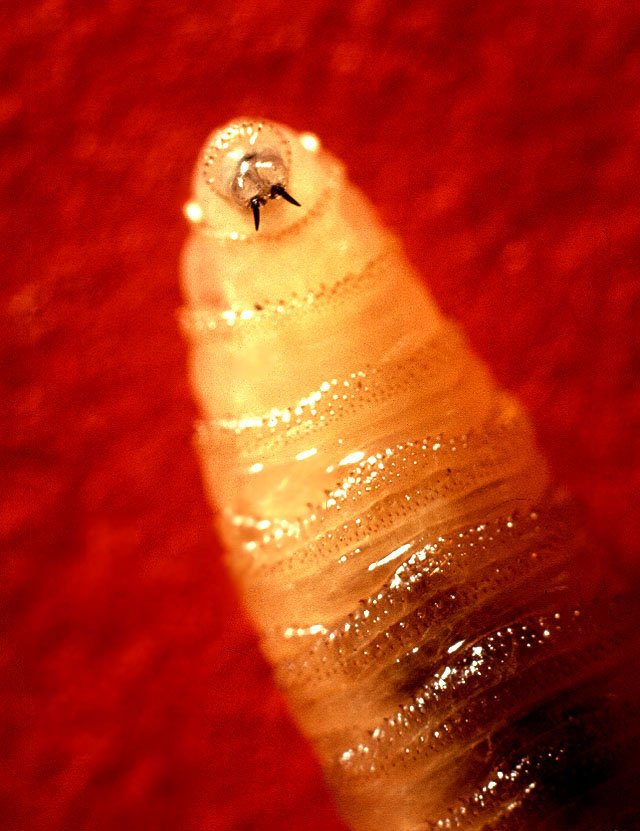
Cresa de un califórido, productora de miasis.

La palabra gusano se utiliza coloquialmente para designar los más diversos animales que coinciden en ser pequeños, blandos, de forma alargada y con apéndices locomotores poco destacados o ausentes.
Algunos o todos los miembros de los siguientes grupos coinciden con la idea que popularmente se tiene de los gusanos:
- Anélidos (filo Annelida). Gusanos segmentados como las lombrices de tierra o de mar y las sanguijuelas; sus sistemas orgánicos están divididas en segmentos llamados metámeros, aparato circulatorio con vasos principales muscularizados.
- Platelmintos (filo Platyhelminthes). Gusanos planos, poseen simetría bilateral, unos son parásitos y otros de vida libre, la mayoría son hermafroditas, hay marinos, terrestres y dulceacuícolas. Destacan la taenia, las duelas y las planarias.
- Nematodos (filo Nematoda). Gusanos cilíndricos, son de tamaño pequeño (muchos son microscópicos); la mayoría son parásitos, tanto de plantas como de animales (como las lombrices intestinales y las filarias).
- Rotíferos y acantocéfalos (filo Rotifera). Los primeros únicamente rotíferos y los segundos gusanos de cabeza espinosa.
- Quetognatos (filo Chaetognatha). Gusanos flecha.
- Gnatostomúlidos (filo Gnathostomulida). Gusanos con mandíbulas.
- Nemertinos (filo Nemertea). Gusanos cordón de bota.
- Onicóforos (filo Onychophora). Gusanos aterciopelados.
- Hemicordados (filo Hemichordata). Gusanos bellota.
- Gastrotricos (filo Gastrotricha).
- Nematomorfos (filo Nematomorpha).
- Quinorrincos (filo Kinorhyncha).
- Priapúlidos (filo Priapulida).
- Xenacelomorfos (filo Xenacoelomorpha).
- Micrognatozoos (filo Micrognathozoa).
- Larvas de insectos (filo Arthropoda). La mayoría son considerados gusanos, como las que invaden las frutas, que son casi siempre orugas (larvas de mariposas), o los gusanos que devoran los cadáveres, generalmente cresas (larvas de moscas).

## Etimología
Originalmente la palabra, que etimológicamente es de origen desconocido, se refería a cualquier animal que se arrastra, de cualquier tipo o tamaño, como serpientes, orugas, caracoles, etc. Después su sentido evolucionó hasta llegar al uso descrito más arriba.
El mismo concepto lo expresan dos términos cultos (especialmente en zoología). Verme (gusano en las lenguas portuguesa,  gallega e italiana), derivado del latín vermis, se usa sobre todo en la palabra compuesta vermiforme, con que se describe a cualquier cosa con forma de gusano. Helminto, derivado del griego ἕλμινθος, se emplea sobre todo en relación con los «gusanos» parásitos, apareciendo en palabras como antihelmíntico, que sirve para combatir los «gusanos», helmintiasis, enfermedad parasitaria debida a «gusanos» o helmintología, rama de la zoología médica y veterinaria que estudia los gusanos parásitos. La palabra gusarapo o gusarapa tiene un significado muy próximo, pero aplicado a algunos animales acuáticos, sobre todo larvas de insectos como los tricópteros (Trichoptera) y los mosquitos, o a los renacuajos.